# UMF Grindavík
UMF Grindavík is een in 1932 opgerichte voetbalclub uit Grindavík in het zuidwesten van IJsland. De club kent zowel een mannen- als vrouwenafdeling.

## Mannen
De laatste jaren speelt de club in de Úrvalsdeild, de hoogste klasse, met uitzondering in 2007 toen één seizoen in de 1. deild karla werd gespeeld nadat de club in 2006 op de voorlaatste plaats was geëindigd. Ook in de seizoenen 2013 tot en met 2016 speelden de geel-blauwen in de 1. deild karla, maar in 2016 lukt het om opnieuw te promoveren. In 2019 moet Grindavik echter weer een stapje terug doen.

### Erelijst
- Beker van IJsland

Finalist: 1994

### Eindklasseringen
- 2000 3e
Úrvalsdeild
- 2001 4e
Úrvalsdeild
- 2002 3e
Úrvalsdeild
- 2003 6e
Úrvalsdeild
- 2004 7e
Úrvalsdeild
- 2005 7e
Úrvalsdeild
- 2006 9e
Úrvalsdeild
- 2007 1e
1. deild karla
- 2008 7e
Úrvalsdeild
- 2009 9e
Úrvalsdeild
- 2010 10e
Úrvalsdeild
- 2011 10e
Úrvalsdeild
- 2012 12e
Úrvalsdeild
- 2013 4e
1. deild karla
- 2014 5e
1. deild karla
- 2015 5e
1. deild karla
- 2016 2e
1. deild karla
- 2017 5e
Úrvalsdeild
- 2018 10e
Úrvalsdeild
- 2019 11e
Úrvalsdeild
- 2020 4e
1. deild karla
- 2021 7e
1. deild karla
- 2022 6e
1. deild karla
- 2023 6e
1. deild karla
- 2024 9e
1. deild karla

- Úrvalsdeild
- 1. deild karla

### In Europa
#Q = #kwalificatieronde, #R = #ronde, T/U = Thuis/Uit, W = Wedstrijd, PUC = punten UEFA coëfficiënten .
Uitslagen vanuit gezichtspunt UMF Grindavík
| Seizoen | Competitie    | Ronde | Land                  | Club            | Totaalscore | 1e W    | 2e W    | PUC |
| ------- | ------------- | ----- | --------------------- | --------------- | ----------- | ------- | ------- | --- |
| 2001    | Intertoto Cup | 1R    | Vlag van Azerbeidzjan | Vilyasj Masally | 3-1         | 1-0 (T) | 2-1 (U) | 0.0 |
|         |               | 2R    | Vlag van Zwitserland  | FC Basel        | 0-5         | 0-3 (U) | 0-2 (T) | 0.0 |
| 2003/04 | UEFA Cup      | Q     | Vlag van Oostenrijk   | FC Kärnten      | 2-3         | 1-2 (U) | 1-1 (T) | 0.5 |

Totaal aantal punten voor UEFA coëfficiënten: 0.5
Zie ook
- Deelnemers UEFA-toernooien IJsland
- Ranglijst van alle clubs die in de diverse Europa Cups zijn uitgekomen

## Vrouwen
Het eerste vrouwenelftal speelde zes seizoen op het hoogste niveau in de Úrvalsdeild (1999, 2001, 2002, 2009, 2010 en 2011). In 2012 wordt er weer op het tweede niveau gespeeld in de 1. deild kvenna.